# 前767年
| 千纪： | 前1千纪 |
| 世纪： | 前9世纪 \| 前8世纪 \| 前7世纪 |
| 年代： | 前790年代 \| 前780年代 \| 前770年代 \| 前760年代 \| 前750年代 \| 前740年代 \| 前730年代 |
| 年份： | 前772年 \| 前771年 \| 前770年 \| 前769年 \| 前768年 \| 前767年 \| 前766年 \| 前765年 \| 前764年 \| 前763年 \| 前762年 |
| 纪年： | 甲戌年（狗年）；周平王四年；周攜王四年；魯惠公二年；齊莊公二十八年；晉文侯十四年；秦襄公十一年；楚若敖二十四年；宋戴公三十三年；衛武公四十六年；陳平公十一年；蔡釐侯四十三年；曹惠伯二十九年；鄭武公四年；燕頃侯二十四年 |

## 逝世
- 燕頃侯，燕國國君。[1]